# Torpedo (Gattung)
Torpedo ist eine Gattung aus der Familie der Zitterrochen (Torpedinidae), die im Atlantik und im Indischen Ozean vorkommt.

## Merkmale
Torpedo-Arten sind auf dem Rücken und Kopfoberseite überwiegend bräunlich oder grau gefärbt und mehr oder weniger gleichmäßig hell oder dunkel gefleckt, gesprenkelt oder mit Augenflecken gemustert. Die Arten aus der Schwestergattung Tetronarce sind dagegen einförmig, meist dunkel gefärbt, ohne irgendwelche Muster. Die Bauchseite ist weißlich, oft mit einem dunklen Rand entlang der Brust- und Bauchflossen. Die Spritzlöcher sind annähernd rund und haben im Unterschied zu den kleinen, schräg stehenden Spritzlöcher der Tetronarce-Arten mit Papillen besetzte Ränder. Die Körperscheibe ist annähernd rund, in etwa genau so breit wie lang, weich und schlaff. Ober- und Unterseite sind unbeschuppt ohne Dentikeln oder Dornen. Vorn ist die Körperscheibe stumpf, ein Rostralknorpel fehlt oder ist reduziert. Das Maul ist breit und bogenförmig. Die beiden nah zusammen liegenden, rundlichen bis dreieckigen Rückenflossen sind relativ groß, die erste ist deutlich größer als die zweite. Der Schwanz ist kurz, gedrungen und deutlich von der Körperscheibe abgesetzt. Eine schmale Hautfalte verläuft an den Seiten des Schwanzes. Die elektrischen Organe sind bohnenförmig, ihre Länge beträgt etwa die Hälfte der Länge der Körperscheibe. Sie sind oft durch die Haut sichtbar, vor allem von der Unterseite.

## Verbreitung

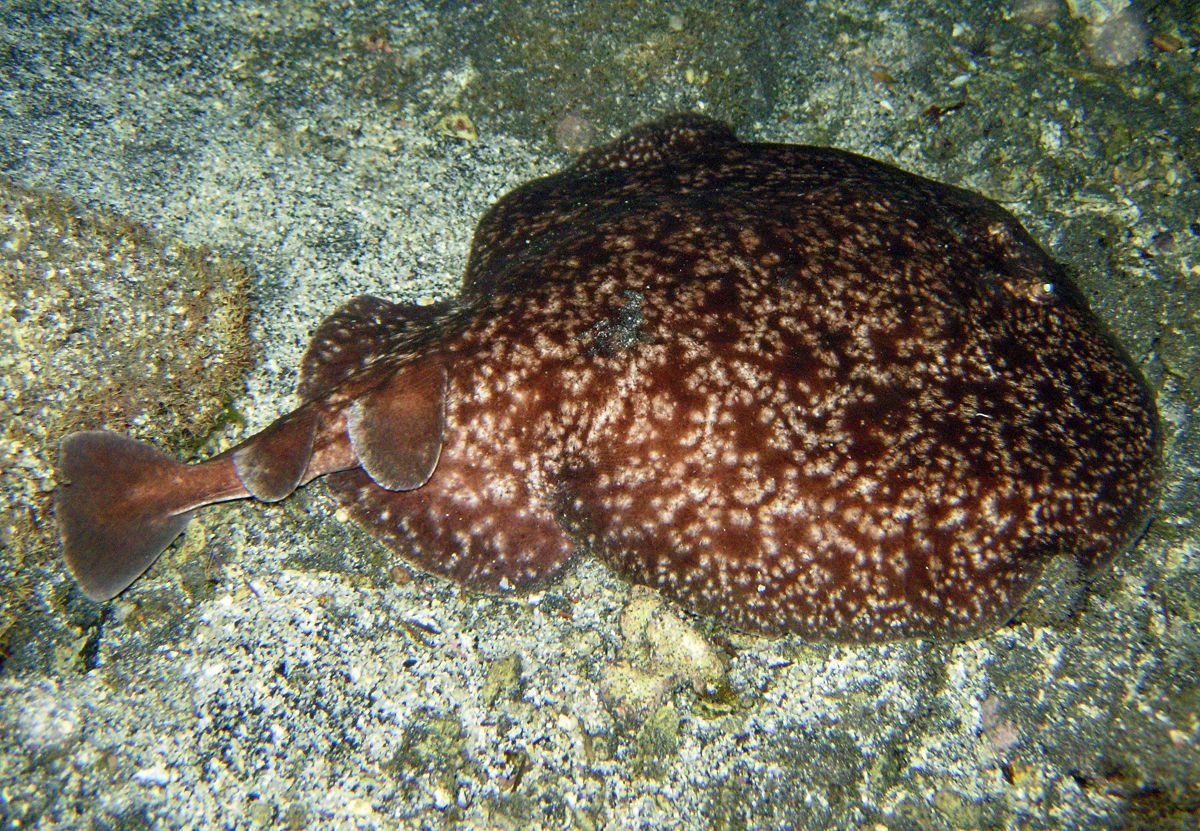
Torpedo fuscomaculata

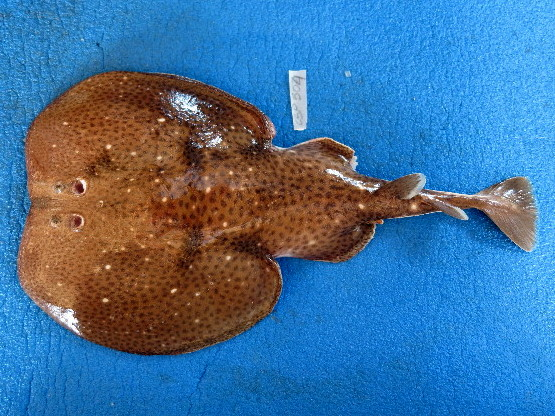
Torpedo mackayana

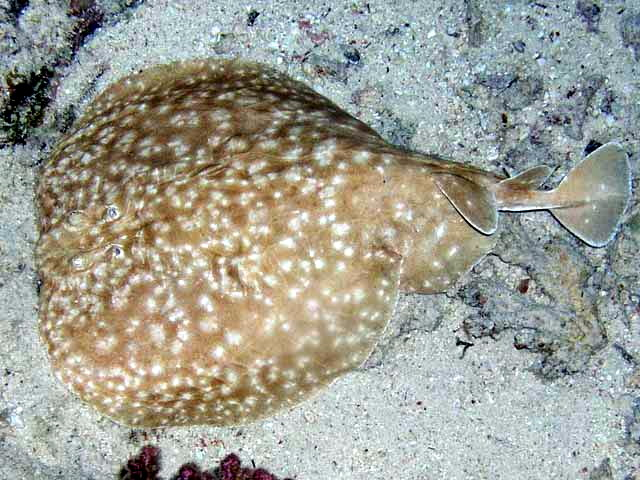
Torpedo sinuspersici

Die Torpedo-Arten leben küstennah in tropischen und subtropischen Regionen des Atlantiks und des Indischen Ozeans. Sie sind langsame Schwimmer und ernähren sich von Knochenfischen und Wirbellosen, die im ganzen verschluckt werden. Alle Torpedo-Arten sind lebendgebärend.

## Systematik
Bis heute ist umstritten wer als Erstbeschreiber der Gattung Torpedo anzugeben ist. Der schwedisch/finnische Naturkundler Peter Forsskål führte die Bezeichnung im Jahr 1775 ein. Nach Ansicht des deutschen Ichthyologen Ronald Fricke wurde damit aber lediglich eine Art aus der Gattung Raya bezeichnet und Forsskåls Arbeit kann deshalb nicht als Gattungsbeschreibung angesehen werden. Stattdessen sei der französische Zoologe André Marie Constant Duméril der Autor der Erstbeschreibung. Welter-Schultes und Feuerstein argumentieren dagegen das Duméril die Gattung Torpedo im Jahr 1806 nicht als Erstbeschreibung einführten, sondern lediglich den von Forsskål eingeführten Namen wieder verwendeten.
Anfang der 2020er Jahre umfasste die Gattung Torpedo etwa 20 Arten. Im Jahr 2013 erhob der brasilianische Ichthyologe Marcelo de Carvalho die 1862 durch den US-amerikanischer Ichthyologen Theodore Nicholas Gill beschriebene Untergattung Tetronarce in den Gattungsrang, womit sich die Anzahl der Torpedo-Arten etwa halbierte.

## Arten
Gegenwärtig zählt die Gattung elf Arten.
- Torpedo adenensis Carvalho, Stehmann & Manilo, 2002
- Torpedo alexandrinsis Mazhar, 1987
- Torpedo andersoni Bullis, 1962
- Torpedo bauchotae Cadenat, Capape & Desoutter, 1978.
- Schwarztupfen-Torpedorochen (Torpedo fuscomaculata Peters, 1855)
- Torpedo mackayana Metzelaar, 1919
- Marmor-Zitterrochen (Torpedo marmorata Risso, 1810)
- Bogenstirn-Zitterrochen (Torpedo panthera) Olfers, 1831
- Torpedo sinuspersici Olfers, 1831
- Torpedo suessii Steindachner, 1898
- Gefleckter Zitterrochen (Torpedo torpedo (Linnaeus, 1758))